# Hospital universitario de Martin
El hospital universitario de Martin (en eslovaco: Univerzitná nemocnica Martin; abreviado UNM) es un hospital universitario público situado en el municipio de Martin, en el condado de Zilina, al noreste de la capital de Eslovaquia, la ciudad de Bratislava. Es un hospital de enseñanza y es el principal hospital universitario afiliado a la Escuela de Medicina de Jessenius. El centro de salud cuenta con más de 1700 empleados. El hospital universitario de Martin cuenta además con 900 camas en total, incluyendo todos los sectores. El actual director del hospital es Julian Hamzik, PhD.